# Roman (Roemenië)
Roman is een stad met 69.483 inwoners in het noordoosten van Roemenië, gelegen in het district (județ) Neamț, bij de monding van de Moldova in de Siret.
De naam van de stad komt waarschijnlijk van de Moldavische koning Roman I. In de 14e eeuw werd de stad gesticht. De stad heeft een toeristisch en cultureel belangrijk centrum met historische monumenten uit de 14e-19e eeuw.
Roman is belangrijk voor de Roemeense auto-industrie, levensmiddelen, houtproducten en bouwmaterialen.
Roman was in 1912 de geboorteplaats van dirigent Sergiu Celibidache.
Steden met gemeentestatus: Piatra Neamț · Roman

Steden zonder gemeentestatus: Bicaz · Roznov · Târgu Neamț
Alba Iulia · Alexandria · Arad · Bacău · Baia Mare · Bârlad · Bistrița · Botoșani · Brașov · Brăila · Bucureşti (Boekarest) · Buzău · Călărași · Cluj-Napoca · Constanța · Craiova · Deva · Drobeta-Turnu Severin · Focșani · Galați · Giurgiu · Hunedoara · Iași · Mediaș · Oradea · Piatra Neamț · Pitești · Ploiești · Râmnicu Vâlcea · Reșița · Roman · Satu Mare · Sfântu Gheorghe · Sibiu · Slatina · Slobozia · Suceava · Târgoviște · Târgu Jiu · Târgu Mureș · Timișoara · Tulcea · Turda · Vaslui · Zalău